# Eligmodonta monticola
Eligmodonta monticola är en fjärilsart som beskrevs av Franz Dannehl 1925. Eligmodonta monticola ingår i släktet Eligmodonta och familjen tandspinnare. Inga underarter finns listade i Catalogue of Life.